# Han Ying
Han Ying (Liaoning, 29 de abril de 1983) é uma mesa-tenista profissional sino-alemã, medalhista olímpica. Han viveu em seu país natal até os 19 anos, migrando para a Alemanha devido à falta de oportunidades na Seleção Chinesa. Tornou-se cidadã alemã em 2010.

## Carreira

### Rio 2016
Han Ying por equipes conquistou a medalha de prata, com Petrissa Solja e Shan Xiaona.